# Verkehrstheorie

Verkehrsbilanz in der Nachrichtentheorie

Die Verkehrstheorie ist ein Teilgebiet der Nachrichtentechnik. Sie untersucht das Verhalten von Nachrichtenquellen und die Wechselwirkung dieses Verhaltens mit den nachrichtentechnischen Anlagen. Die Verkehrstheorie ist die mathematische Beschreibung des Quellenverhaltens mit Hilfe der Statistik.
Am anschaulichsten lassen sich die Begriffe der Verkehrstheorie am Beispiel der Telefonie erläutern, die Gesetzmäßigkeiten gelten aber auch für den Datenverkehr.

## Telefonie
Fernsprechteilnehmer versuchen zu unterschiedlichen Zeiten Verbindungen zueinander aufzunehmen. Aus Sicht eines Beobachters sind diese Versuche meist zufällig, sie erzeugen eine gewisse Verkehrsmenge (Belegungsdauer) Y. Wird diese Verkehrsmenge auf eine bestimmte Zeitdauer bezogen, nennt man sie auch Angebot A. Aus wirtschaftlichen Gründen können die nachrichtentechnischen Anlagen nicht so dimensioniert werden, dass jedes denkbare Angebot auch sofort verarbeitet wird bzw. überhaupt verarbeitet werden kann.

### Begriffe
Die Verkehrstheorie definiert verschiedene Begriffe, mit deren Hilfe die Anlagen so dimensioniert werden können, dass die Blockierungen ein vertretbares Maß nicht überschreiten. Die Festsetzung dieses Maßes ist willkürlich.
- Verkehrswert
- Bündel (Nachrichtentechnik)
- Hauptverkehrsstunde
- Leistung
- Verlust
- Restverkehr
- Verkehrsmodell
- Erlang

Ein Teil dieser Prozesse kann auch durch die Warteschlangentheorie abgebildet werden.